# بوگره
بوگره (به پرتغالی: Bugre) یک منطقهٔ مسکونی در برزیل است که در میناز ژرایس واقع شده‌است. بوگره ۳٬۹۸۳ نفر جمعیت دارد.